# Primarette
Primarette ist eine französische Gemeinde mit 694 Einwohnern (Stand: 1. Januar 2022) im Département Isère in der Region Auvergne-Rhône-Alpes; sie gehört zum Arrondissement Vienne und zum Kanton Roussillon.

## Geografie
Die Gemeinde Primarette liegt 21 Kilometer südöstlich von Vienne. Der Fluss Dolon begrenzt die Gemeinde im Süden. Umgeben wird Primarette von den Nachbargemeinden Cour-et-Buis im Norden, Saint-Julien-de-l’Herms im Nordosten, Pisieu im Osten und Südosten, Revel-Tourdan im Süden, Moissieu-sur-Dolon im Südwesten und Westen sowie Montseveroux im Westen und Nordwesten.

## Bevölkerungsentwicklung
| Jahr                       | 1962 | 1968 | 1975 | 1982 | 1990 | 1999 | 2006 | 2012 | 2021 |
| Einwohner                  | 408  | 365  | 364  | 428  | 595  | 620  | 687  | 735  | 703  |
| Quellen: Cassini und INSEE |      |      |      |      |      |      |      |      |      |

## Sehenswürdigkeiten

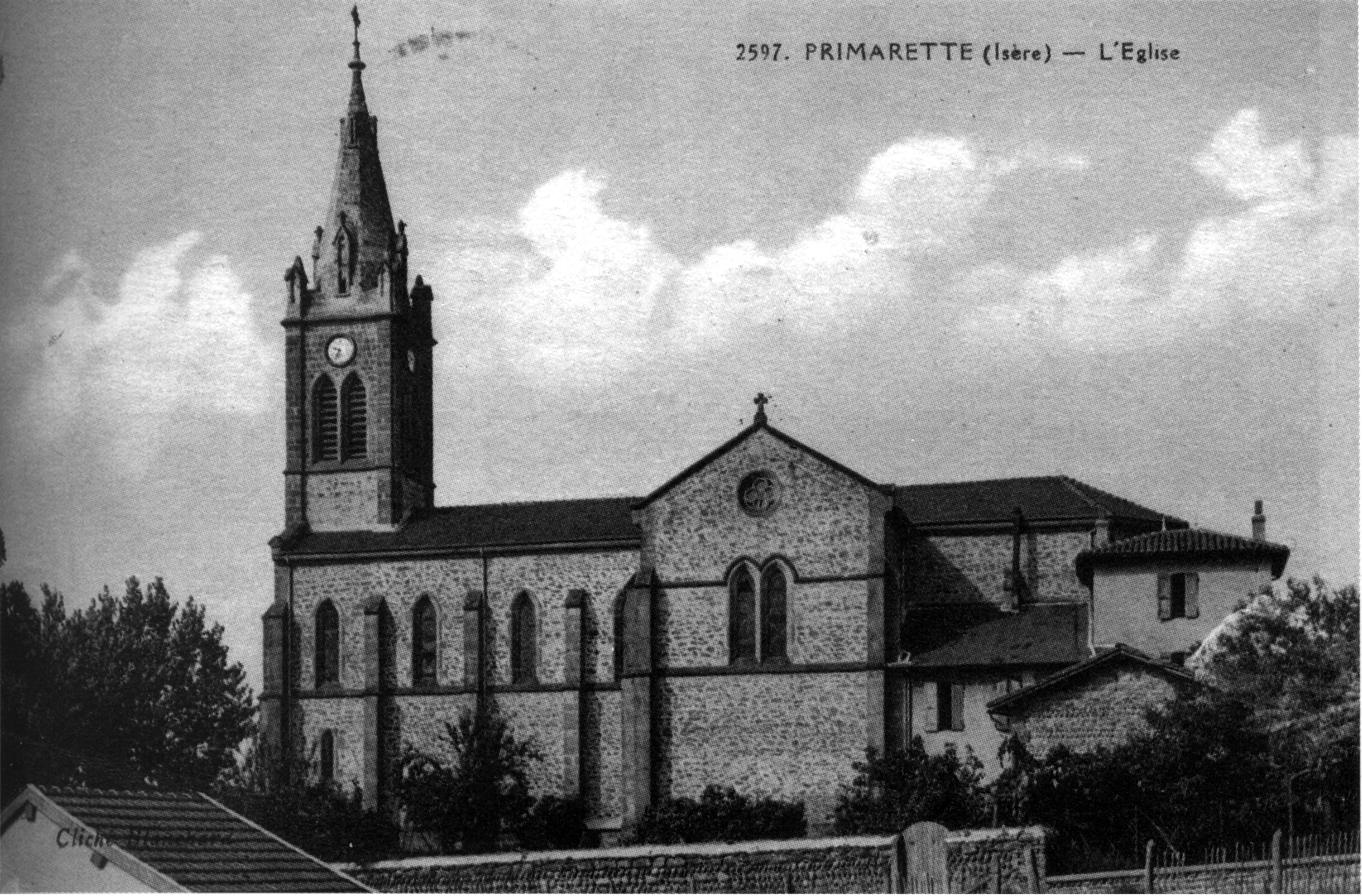
Kirche Saints-Pierre-et-Paul (Aufnahme von 1911)

- Kirche Saints-Pierre-et-Paul